# Biskopsholmen, Kimitoön
Biskopsholmen är en ö i Finland. Den ligger i Skärgårdshavet och i kommunen Kimitoön i den ekonomiska regionen  Åboland i landskapet Egentliga Finland, i den sydvästra delen av landet. Ön ligger omkring 35 kilometer söder om Åbo och omkring 130 kilometer väster om Helsingfors.
Öns area är 1 hektar och dess största längd är 170 meter i öst-västlig riktning.